# Makaleng
Makaleng est une ville du Botswana.